# لمى سعود
لمى سعود (21 أكتوبر 1980 -)، إعلامية سعودية. حاصلة على بكالوريوس لغات أوروبية، كانت بداية شهرتها في عام 2009 عندما انضمت إلى بانورما إف إم وقدمت بعض البرامج الغنائية بالبداية ثم نوعت بالبرامج كما تقدم كواليس جلسات وناسة 2013 على قناة إم بي سي 1.

## وصلات خارجية
- صفحتها في تويتر